# ذخیره‌گاه انکارانا
ذخیره‌گاه انکارانا (به لاتین: Ankarana Reserve) یک منطقهٔ مسکونی در ماداگاسکار است که در Northern Madagascar واقع شده‌است.